# 巴彦温都尔苏木
巴彦温都尔苏木是中华人民共和国内蒙古自治区赤峰市阿鲁科尔沁旗下辖的一个苏木。“巴彦温都尔”（Баян-Өндөр）在蒙古语中意思是“富饶的高地”。
2012年1月20日，内蒙古自治区人民政府批复同意从罕苏木苏木划出部分区域，设置巴彦温都尔苏木，辖海拉苏台、和日木、阿日呼布、沙巴日合、玛尼图、沙日包特、达尔罕乌拉、巴彦查干、塔林花、巴彦包勒格、吉布图、毛浩尔、阿木斯尔、包日浩特、查干敖包、阿拉坦温都尔、德布勒、哈日诺尔、拉嘎赛花、那杰、乌日都那杰、那日苏台、雅图特23个嘎查，驻海拉苏合。

## 行政区划
巴彦温都尔苏木下辖以下村级行政区划单位：
吉布图嘎查、阿木斯尔嘎查、毛浩尔嘎查、包日浩特嘎查、查干敖包嘎查、阿拉坦温都尔嘎查、德布勒嘎查、拉嘎赛花嘎查、那杰嘎查、乌日都那杰嘎查、哈日诺尔嘎查、那日苏台嘎查、雅图特嘎查、沙日包特嘎查、达尔罕乌拉嘎查、玛尼图嘎查、阿日呼布嘎查、和日木嘎查、海拉苏台嘎查、沙巴日台嘎查、巴彦包勒格嘎查、巴彦查干嘎查和塔林花嘎查。